# Solenopsis electra
Solenopsis electra (лат.) — вид жалящих муравьёв из группы опасных инвазивных огненных муравьёв рода Solenopsis. Южная Америка.

## Описание
Длина рабочих около 3 мм (самки крупнее, около 6 мм), основная окраска желтовато-коричневая и чёрная. От близких видов отличается следующими признаками: переднеспинка низкая и в профиль почти плоская или слабо выпуклая; брюшко чёрное, ноги жёлтые (желтовато-коричневые у более темных экземпляров), голова и мезосома варьируется от полупрозрачного желтовато-красного с некоторыми чёрными или коричневато-чёрными отметинами на затылочной области до однородного коричневато-чёрного цвета. Брюшко гладкое. Усики 11-члениковые с булавой из двух сегментов. Проподеум невооружённый, без зубцов или шипиков. Между грудкой и брюшком расположен тонкий стебелёк, состоящий из двух члеников (петиоль + постпетиоль).

## Распространение
Нативный ареал приходится на Южную Америку (Аргентина и Боливия).

## Систематика
Впервые таксон был описан в 1914 году швейцарским мирмекологом Огюстом Форелем в качестве инфравидовой расы (Solenopsis pylades r. electra Forel, 1914).
Сходен с видами Solenopsis pusillignis, Solenopsis saevissima и Solenopsis macdonaghi. Этот муравей вместе с красным огненным муравьём (Solenopsis invicta) и несколькими родственными видами относится к группе видов Solenopsis saevissima species-group, к которой также относится комплекс близких видов Solenopsis geminata complex (Solenopsis aurea, Solenopsis geminata, Solenopsis xyloni и другие виды).